# Факельна лінія

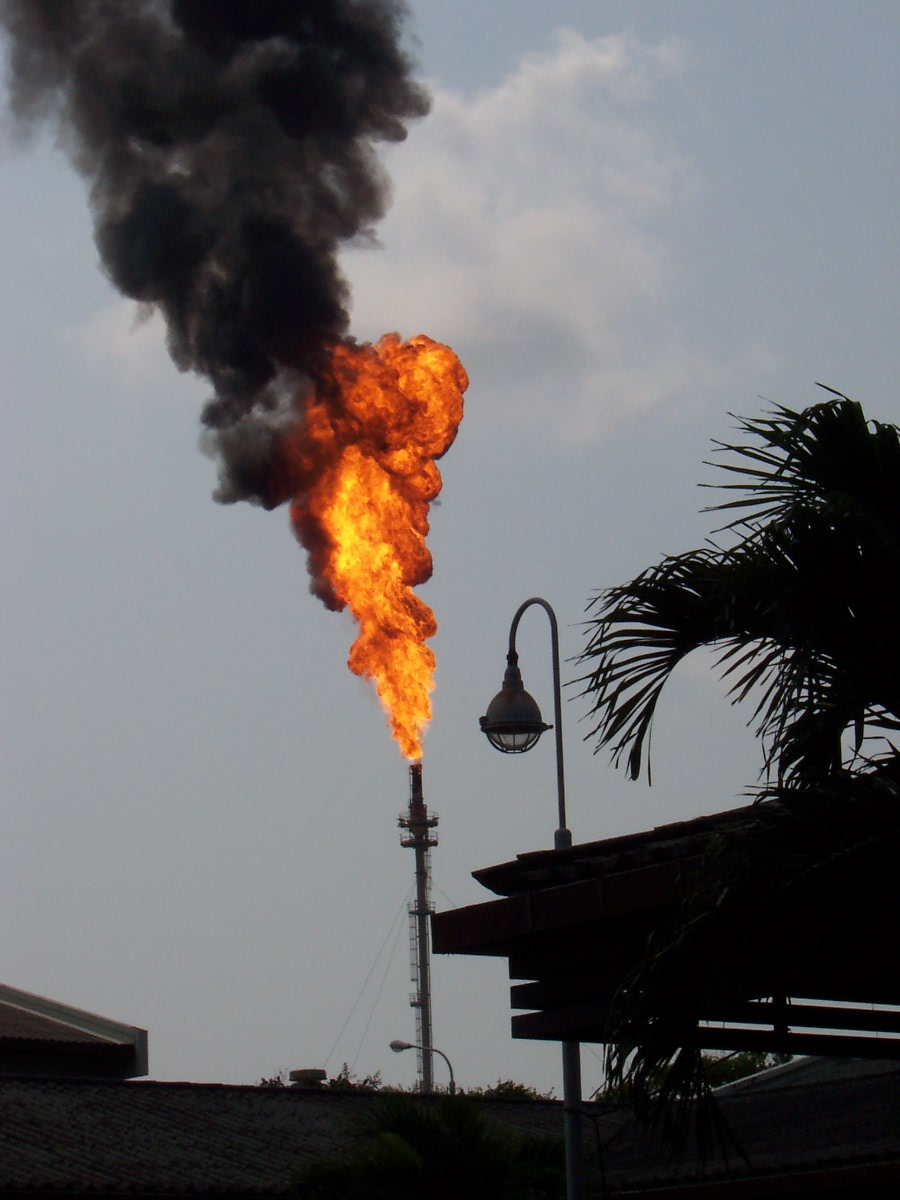
Факельна лінія

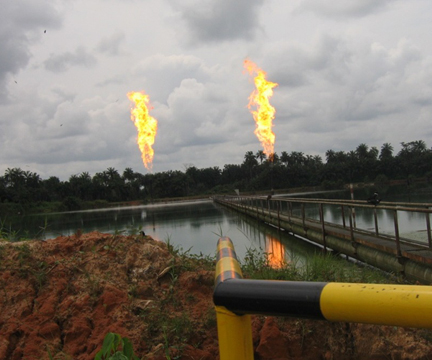
Випалювання попутного газу з місця нафтових свердловин в Нігерії.

Лінія факельна (англ. flare line; нім. Fakellinie f) — у технологіях видобування і переробки вуглеводневих флюїдів газу, нафти — газовідвідна лінія (наприклад, від свердловини) для спалювання газу.
Зустрічається в установках видобутку сирої нафти, газу, нафтопереробних заводах, коксохімічних заводах, хімічних заводах та звалищах. На промислових підприємствах факельні труби в основному використовуються для спалювання легкозаймистого газу, що виділяється запобіжними клапанами під час незапланованого надмірного тиску технологічного обладнання
Спалювання газу у факелах в основному використовується з двох причин:
- захист (місцевого) середовища від наслідків неконтрольованої міграції газу, тобто від вибуху, отруєння, запаху;
- глобальний захист навколишнього середовища — шляхом заміни викидів більш шкідливих легкозаймистих газів на викиди менш шкідливих вихлопних газів.

Аналіз світлового підсвічування від полум'я смолоскипів на супутникових світлинах, зроблених в 2005 р., дозволив Національному управлінню океанічних і атмосферних досліджень США зробити оцінки масштабів спалювання газу. За цими оцінками в Росії спалюється близько 50 мільярдів кубометрів на рік, хоча офіційні цифри близько 15-20 мільярдів кубічних метрів на рік. У Нігерії спалюється близько 23 мільярдів кубічних метрів.
Смолоскипні системи можуть бути загальними або окремими: загальні факельні системи здійснюють спалювання газів від загального скидання всіх технологічних установок на підприємстві: окремі факельні системи забезпечують спалювання скидних газів від одиничної технологічної установки.